# Командне чемпіонство WWE
Командне чемпіонство WWE (англ. WWE Tag Team Championship) — світовий чемпіонський титул з професійного реслінгу серед команд. Створений і використовується американською промоутерською компанією WWE, і застосовується у синьому бренді SmackDown. Це один з двох чоловічих командних чемпіонських титулів головного ростеру WWE, поряд з командним чемпіонством світу WWE.
Нинішніми чемпіонами є команда Декстера Люміса й Джо Ґейсі, представників угруповання «Wyatt Sicks». Вони перемогли «Вуличну Наживу» (англ. Street Profits) з Монтезом Фордом та Анджело Докінзом у складі. Відбулось це в епізоді SmackDown від 11 липня 2025 року. Це перший рейн як для цієї команди, так і персонально для кожного з володарів поясу.

## Історія
Початковим командним чемпіонством в стінах WWE було Командне чемпіонство світу старого зразка, що існувало з 1971 року. У 2002 році, у зв'язку зі збільшенням ростеру після покупки WCW, в WWE запровадили поділ активного ростеру компанії на бренди RAW та SmackDown — реслери могли вільно виступати лише на шоу, що належать їхнім брендам. Як наслідок, тодішнє Командне чемпіонство світу було закріплене за брендом RAW, а для синього бренду створили титули Командних чемпіонів WWE (з 2024 року це Командне чемпіонство світу). На Реслманії 25, у квітні 2009 року, обидва титули були уніфіковані, а роком пізніше старе Командне чемпіонство світу вивели з експлуатації. Таким чином, на той момент, Командне чемпіонство WWE залишилось єдиним командним титулом для всіх команд ростеру, а у 2011 році перший поділ на бренди був відмінений.

Команде чемпіонство SmackDown зразка 2016—2024 років.

У 2016 році WWE знову поділило ростер компанії на бренди, відправивши чинних чемпіонів, команду Новий День, на бренд RAW. Їхні титули перейменували на Командне чемпіонство RAW, а для SmackDown створили відповідний аналог.
Починаючи з травня 2022 року обидва командні титули захищались разом як Беззаперечне командне чемпіонство WWE, оскільки в епізоді SmackDown від 20 травня 2022 року чемпіони синього бренду Брати Усо перемогли Ренді Ортона й Ріддла з RAW у матчі «титул проти титула». Тривало це до 2024 року, але увесь цей час чемпіонські пояси зберігали незалежну історію.
На Реслманії XL, у 2024 році, обидва Командних чемпіонства були знову розділені між різними командами, після того як у бою з драбинами Awesome Truth та A-Town Down Under поділили між собою титули. Пізніше пояси змінили їхні назви: титули SmackDown стали Командним чемпіонством WWE (отримали стару назву свого поточного конкурента), а титули RAW стали Командним чемпіонством світу (отримали назву свого минулого конкурента початку 00-их років)